# Drużynowe mistrzostwa Polski w boksie 1957/1958
Drużynowe Mistrzostwa Polski w Boksie Mężczyzn 1946/1947.

Mistrzostwa rozgrywane systemem ligowym w dwóch grupach, po sezonie zasadniczym rozgrywany jest finałowy dwumecz pomiędzy zwycięzcami grup. Od następnego sezonu rozgrywki I ligi w jednej grupie.

## Tabela I ligi
GRUPA I
| Lp. | Zespół           | M | Pkt | Walki | Opis           |
| --- | ---------------- | - | --- | ----- | -------------- |
| 1   | Legia Warszawa   | 6 | 10  | 71:43 | Mecz o 1m-ce   |
| 2   | ŁTS Łabędy       | 6 | 7   | 59:57 |                |
| 3   | Budowlani Poznań | 6 | 6   | 56:60 | Baraż-spadek   |
| 4   | Pogoń Szczecin   | 6 | 1   | 46:70 | Spadek II liga |

GRUPA II
| Lp. | Zespół              | M | Pkt | Walki | Opis             |
| --- | ------------------- | - | --- | ----- | ---------------- |
| 1   | BBTS Bielsko        | 6 | 10  | 73:41 | Mecz o 1m-ce     |
| 2   | Prosna Kalisz       | 6 | 8   | 76:34 |                  |
| 3   | GKS Wybrzeże Gdańsk | 6 | 4   | 42:76 | Baraż-utrzymanie |
| 4   | Gwardia Wrocław     | 6 | 2   | 45:73 | Spadek           |

Finał (dwumecz)
- 3.03.1958, Legia warszawa – BBTS Bielsko 13:7
- 16.03.1958, BBTS Bielsko – Legia Warszawa 12:8

| Lp. | Zespół         | M | Pkt | Walki | Opis   |
| --- | -------------- | - | --- | ----- | ------ |
| 1   | Legia Warszawa | 2 | 2   | 21:19 | złoto  |
| 2   | BBTS Bielsko   | 2 | 2   | 19:21 | srebro |

 Baraże o utrzymanie się w I lidze

- 13.04.1958, Budowlani Poznań – GKS Wybrzeże 10:10
- ?.?.1958, GKS Wybrzeże – Budowlani Poznań (zwycięstwo Wybrzeża)

W I lidze pozostał zespół Budowlanych Poznań.

Baraże o I ligę

Awansował zespół Zawiszy Bydgoszcz.
- 13.04.1958, Brda Bydgoszcz – Zawisza Bydgoszcz 8:12
- 26.04.1958, Gwardia Łódź – Brda Bydgoszcz 11:9
- 18.05.1958, Zawisza Bydgoszcz – Gwardia Łódź 18:3
- 11.05.1958 Gwardia Łódź – Zawisza Bydgoszcz (brak wyniku)
- Zawisza Bydgoszcz – Brda Bydgoszcz (brak wyniku)
- Brda Bydgoszcz – Gwardia Łódź (brak wyniku)

## II liga
GRUPA I
| Lp. | Zespół           | M | Pkt | Walki | Opis            |
| --- | ---------------- | - | --- | ----- | --------------- |
| 1   | Gwardia Łódź     | 8 | 10  | 91:69 | Baraże o I ligę |
| 2   | Gwardia Warszawa | 8 | 10  | 88:72 |                 |
| 3   | Gedania Gdańsk   | 8 | 10  | 80:76 |                 |
| 4   | Pafawag Wrocław  | 8 | 5   | 70:88 | Spadek          |
| 5   | AZS Poznań       | 8 | 5   | 67:91 | Spadek          |

GRUPA II
| Lp. | Zespół          | M  | Pkt | Walki  | Opis            |
| --- | --------------- | -- | --- | ------ | --------------- |
| 1   | Brda Bydgoszcz  | 10 | 13  | 106:92 | Baraże o I ligę |
| 2   | Stal Mielec     | 10 | 11  | 99:91  |                 |
| 3   | Warta Poznań    | 10 | 11  | 97:103 |                 |
| 4   | Stal Czechowice | 10 | 10  | 112:88 | Spadek          |
| 5   | Wisła Kraków    | 10 | 8   | 96:102 | Spadek          |
| 6   | Skra Warszawa   | 10 | 7   | 88:112 | Spadek          |

GRUPA III
| Lp. | Zespół            | M | Pkt | Walki  | Opis            |
| --- | ----------------- | - | --- | ------ | --------------- |
| 1   | Zawisza Bydgoszcz | 8 | 12  | 97:63  | Baraże o I ligę |
| 2   | Polonia Gdańsk    | 8 | 10  | 83:77  |                 |
| 3   | Broń Radom        | 8 | 10  | 80:88  |                 |
| 4   | Avia Świdnik      | 8 | 6   | 79:77  | Spadek          |
| 5   | Budowlani Łódź    | 8 | 2   | 57:103 | Spadek          |

- W następnym, sezonie będą dwie grupy II ligi.